# Finales NBA 1991
Navigation
Finales 1990 Finales 1992
Les finales NBA 1991 sont la dernière série de matchs de la saison 1990-1991 de la NBA et la conclusion des séries éliminatoires (playoffs) de la saison. Le champion de la conférence Est, les Bulls de Chicago rencontrent le champion de la conférence Ouest, les Lakers de Los Angeles. Chicago possède l'avantage du terrain. 
C'était la première apparition de Michael Jordan en finale de la NBA, la dernière de Magic Johnson et la dernière finale NBA pour les Lakers jusqu'en 2000. Les Bulls gagnent la série 4-1. Jordan tournera à 31,2 points de moyenne à 56% au tir, avec 11,4 passes décisives, 6,6 rebonds, 2,8 interceptions et 1,4 ce qui l'aidera à remporter son premier titre de MVP des Finales. 
La série n'est pas la première entre ces deux équipes. Avant 1991, ils se sont rencontrés à quatre reprises (1968, 1971, 1972 et 1973), toutes victorieuses pour les Lakers. Chicago était membre de la Conférence ouest à l'époque et s'est installée dans l'Est en 1981. Les finales de 1991 marquent la première victoire des Bulls sur les Lakers en playoffs. Cette série marquera la fin de l'ère Showtime des Lakers et le début de la dynastie des Bulls.   
Les Lakers de 1991 étaient menés par Magic Johnson, qui avait 32 ans, ainsi que son coéquipier James Worthy. Les Bulls sont menés par le MVP de la saison régulière Michael Jordan et Scottie Pippen. 
Michael Jordan deviendra le troisième joueur de l'histoire de la NBA (après George Mikan et Kareem Abdul-Jabbar) à remporter le titre de meilleur marqueur de la saison et le titre NBA au cours de la même saison. 

## Contexte

### Bulls de Chicago
La saison 1990-1991 a marqué le 25e anniversaire des Bulls dans la franchise. L'équipe venait de subir une défaite en sept matchs contre les Pistons de Détroit lors de la finale de la Conférence de l'Est de 1990. 
Ils ont réussi à établir un record de franchise avec 61 victoires au cours de la saison régulière. Jordan a remporté le titre de meilleur marqueur pour une cinquième saison consécutive. Jordan a également distribué le ballon avec régularité, en grande partie grâce à l'attaque en triangle instituée par l'entraîneur Phil Jackson et l'assistant Tex Winter. Cela a donné aux Bulls des armes offensives supplémentaires, allant de l'ailier Scottie Pippen et des joueurs de poste tels qu'Horace Grant et Bill Cartwright à des tireurs tels que John Paxson et B. J. Armstrong. La saison complète de Jordan lui a valu son deuxième titre de MVP de la saison régulière. 
En playoffs, les Bulls n'ont perdu qu'une seule fois lors des trois premiers tours. Ils ont éliminé les Knicks de New York au premier tour, puis ont éliminé les 76ers de Philadelphie au deuxième tour. Leur revanche très attendue avec les Pistons de Détroit en finale de conférence a montré la maturité et l'équilibre que les Bulls ont montrés toute la saison. 

### Lakers de Los Angeles
Les Lakers ont remplacé leur entraîneur, Pat Riley, par Mike Dunleavy Sr., ancien entraîneur adjoint des Bucks de Milwaukee. Dunleavy a ensuite abandonné l' attaque du Showtime au profit d'un style de jeu plus délibéré, mais malgré le changement de système, les Lakers ont tout de même connu une saison impressionnante, remportant 58 matchs. 
En playoffs, les Lakers ont éliminé les Rockets de Houston au premier tour, puis éliminé les Warriors de Golden State au deuxième tour. Les Lakers étaient ensuite opposés aux Trail Blazers de Portland, qui venaient de participer à la finale NBA l'année précédente. Les Lakers remporteront la finale de la conférence en six matchs. 

## Résumé de la saison
| Champion de division | Qualifié pour les playoffs | Non qualifié pour les playoffs |

### Par conférence
| Conférence Est | Conférence Est         | Conférence Est | Conférence Est | Conférence Est |
| No             | Franchise              | Vic.           | Déf.           | PCT            |
| -------------- | ---------------------- | -------------- | -------------- | -------------- |
| 1              | Bulls de Chicago C     | 61             | 21             | 74.4           |
| 2              | Celtics de Boston      | 56             | 26             | 68.3           |
| 3              | Pistons de Détroit     | 50             | 32             | 61.0           |
| 4              | Bucks de Milwaukee     | 48             | 34             | 58.5           |
| 5              | 76ers de Philadelphie  | 44             | 38             | 53.7           |
| 6              | Hawks d'Atlanta        | 43             | 39             | 52.4           |
| 7              | Pacers de l'Indiana    | 41             | 41             | 50.0           |
| 8              | Knicks de New York     | 39             | 43             | 47.6           |
|                |                        |                |                |                |
| 9              | Cavaliers de Cleveland | 33             | 49             | 40.2           |
| 10             | Bullets de Washington  | 30             | 52             | 36.6           |
| 11             | Nets du New Jersey     | 26             | 56             | 31.7           |
| 12             | Hornets de Charlotte   | 26             | 56             | 31.7           |
| 13             | Heat de Miami          | 24             | 58             | 29.3           |

| Conférence Ouest | Conférence Ouest          | Conférence Ouest | Conférence Ouest | Conférence Ouest |
| No               | Franchise                 | Vic.             | Déf.             | PCT              |
| ---------------- | ------------------------- | ---------------- | ---------------- | ---------------- |
| 1                | Trail Blazers de Portland | 63               | 19               | 76.8             |
| 2                | Spurs de San Antonio      | 55               | 27               | 67.1             |
| 3                | Lakers de Los Angeles     | 58               | 24               | 70.7             |
| 4                | Suns de Phoenix           | 55               | 27               | 67.1             |
| 5                | Jazz de l'Utah            | 54               | 28               | 65.9             |
| 6                | Rockets de Houston        | 52               | 30               | 63.4             |
| 7                | Warriors de Golden State  | 44               | 38               | 53.7             |
| 8                | SuperSonics de Seattle    | 41               | 41               | 50.0             |
|                  |                           |                  |                  |                  |
| 9                | Magic d'Orlando           | 31               | 51               | 37.8             |
| 10               | Clippers de Los Angeles   | 31               | 51               | 37.8             |
| 11               | Timberwolves du Minnesota | 29               | 53               | 35.4             |
| 12               | Mavericks de Dallas       | 28               | 54               | 34.1             |
| 13               | Kings de Sacramento       | 25               | 57               | 30.5             |
| 14               | Nuggets de Denver         | 20               | 62               | 24.4             |

C - Champions NBA

### Tableau des playoffs
|  | 1er tour         | 1er tour                 | 1er tour                 |   |                           | Demi-finales de Conférence | Demi-finales de Conférence | Demi-finales de Conférence |  |   | Finales de Conférence     | Finales de Conférence | Finales de Conférence |  |    | Finales NBA      | Finales NBA | Finales NBA |
|  |                  |                          |                          |   |                           |                            |                            |                            |  |   |                           |                       |                       |  |    |                  |             |             |
|  | 1                | Bulls de Chicago         | 3                        |   |                           |                            |                            |                            |  |   |                           |                       |                       |  |    |                  |             |             |
|  | 8                | Knicks de New York       | 0                        |   |                           |                            |                            |                            |  |   |                           |                       |                       |  |    |                  |             |             |
|  | 8                | Knicks de New York       | 0                        |   | 1                         | Bulls de Chicago           | 4                          |                            |  |   |                           |                       |                       |  |    |                  |             |             |
|  |                  |                          |                          |   | 1                         | Bulls de Chicago           | 4                          |                            |  |   |                           |                       |                       |  |    |                  |             |             |
|  |                  | 5                        | 76ers de Philadelphie    | 1 |                           |                            |                            |                            |  |   |                           |                       |                       |  |    |                  |             |             |
|  | 4                | 5                        | 76ers de Philadelphie    | 1 | Bucks de Milwaukee        | 0                          |                            |                            |  |   |                           |                       |                       |  |    |                  |             |             |
|  | 4                |                          |                          |   | Bucks de Milwaukee        | 0                          |                            |                            |  |   |                           |                       |                       |  |    |                  |             |             |
|  | 5                | 76ers de Philadelphie    | 3                        |   |                           |                            |                            |                            |  |   |                           |                       |                       |  |    |                  |             |             |
|  | 5                | 76ers de Philadelphie    | 3                        |   |                           |                            |                            |                            |  | 1 | Bulls de Chicago          | 4                     |                       |  |    |                  |             |             |
|  | Conférence Est   |                          |                          |   |                           |                            |                            |                            |  | 1 | Bulls de Chicago          | 4                     |                       |  |    |                  |             |             |
|  |                  | 3                        | Pistons de Détroit       | 0 |                           |                            |                            |                            |  |   |                           |                       |                       |  |    |                  |             |             |
|  | 3                | 3                        | Pistons de Détroit       | 0 | Pistons de Détroit        | 3                          |                            |                            |  |   |                           |                       |                       |  |    |                  |             |             |
|  | 3                |                          |                          |   | Pistons de Détroit        | 3                          |                            |                            |  |   |                           |                       |                       |  |    |                  |             |             |
|  | 6                | Hawks d'Atlanta          | 2                        |   |                           |                            |                            |                            |  |   |                           |                       |                       |  |    |                  |             |             |
|  | 6                | Hawks d'Atlanta          | 2                        |   | 3                         | Pistons de Détroit         | 4                          |                            |  |   |                           |                       |                       |  |    |                  |             |             |
|  |                  |                          |                          |   | 3                         | Pistons de Détroit         | 4                          |                            |  |   |                           |                       |                       |  |    |                  |             |             |
|  |                  | 2                        | Celtics de Boston        | 2 |                           |                            |                            |                            |  |   |                           |                       |                       |  |    |                  |             |             |
|  | 2                | 2                        | Celtics de Boston        | 2 | Celtics de Boston         | 3                          |                            |                            |  |   |                           |                       |                       |  |    |                  |             |             |
|  | 2                |                          |                          |   | Celtics de Boston         | 3                          |                            |                            |  |   |                           |                       |                       |  |    |                  |             |             |
|  | 7                | Pacers de l'Indiana      | 2                        |   |                           |                            |                            |                            |  |   |                           |                       |                       |  |    |                  |             |             |
|  | 7                | Pacers de l'Indiana      | 2                        |   |                           |                            |                            |                            |  |   |                           |                       |                       |  | E1 | Bulls de Chicago | 4           |             |
|  |                  |                          |                          |   |                           |                            |                            |                            |  |   |                           |                       |                       |  | E1 | Bulls de Chicago | 4           |             |
|  |                  | O3                       | Lakers de Los Angeles    | 1 |                           |                            |                            |                            |  |   |                           |                       |                       |  |    |                  |             |             |
|  | 1                | O3                       | Lakers de Los Angeles    | 1 | Trail Blazers de Portland | 3                          |                            |                            |  |   |                           |                       |                       |  |    |                  |             |             |
|  | 1                |                          |                          |   | Trail Blazers de Portland | 3                          |                            |                            |  |   |                           |                       |                       |  |    |                  |             |             |
|  | 8                | SuperSonics de Seattle   | 2                        |   |                           |                            |                            |                            |  |   |                           |                       |                       |  |    |                  |             |             |
|  | 8                | SuperSonics de Seattle   | 2                        |   | 1                         | Trail Blazers de Portland  | 4                          |                            |  |   |                           |                       |                       |  |    |                  |             |             |
|  |                  |                          |                          |   | 1                         | Trail Blazers de Portland  | 4                          |                            |  |   |                           |                       |                       |  |    |                  |             |             |
|  |                  | 5                        | Jazz de l'Utah           | 1 |                           |                            |                            |                            |  |   |                           |                       |                       |  |    |                  |             |             |
|  | 4                | 5                        | Jazz de l'Utah           | 1 | Suns de Phoenix           | 1                          |                            |                            |  |   |                           |                       |                       |  |    |                  |             |             |
|  | 4                |                          |                          |   | Suns de Phoenix           | 1                          |                            |                            |  |   |                           |                       |                       |  |    |                  |             |             |
|  | 5                | Jazz de l'Utah           | 3                        |   |                           |                            |                            |                            |  |   |                           |                       |                       |  |    |                  |             |             |
|  | 5                | Jazz de l'Utah           | 3                        |   |                           |                            |                            |                            |  | 1 | Trail Blazers de Portland | 2                     |                       |  |    |                  |             |             |
|  | Conférence Ouest |                          |                          |   |                           |                            |                            |                            |  | 1 | Trail Blazers de Portland | 2                     |                       |  |    |                  |             |             |
|  |                  | 3                        | Lakers de Los Angeles    | 4 |                           |                            |                            |                            |  |   |                           |                       |                       |  |    |                  |             |             |
|  | 3                | 3                        | Lakers de Los Angeles    | 4 | Lakers de Los Angeles     | 3                          |                            |                            |  |   |                           |                       |                       |  |    |                  |             |             |
|  | 3                |                          |                          |   | Lakers de Los Angeles     | 3                          |                            |                            |  |   |                           |                       |                       |  |    |                  |             |             |
|  | 6                | Rockets de Houston       | 0                        |   |                           |                            |                            |                            |  |   |                           |                       |                       |  |    |                  |             |             |
|  | 6                | Rockets de Houston       | 0                        |   | 3                         | Lakers de Los Angeles      | 4                          |                            |  |   |                           |                       |                       |  |    |                  |             |             |
|  |                  |                          |                          |   | 3                         | Lakers de Los Angeles      | 4                          |                            |  |   |                           |                       |                       |  |    |                  |             |             |
|  |                  | 7                        | Warriors de Golden State | 1 |                           |                            |                            |                            |  |   |                           |                       |                       |  |    |                  |             |             |
|  | 2                | 7                        | Warriors de Golden State | 1 | Spurs de San Antonio      | 1                          |                            |                            |  |   |                           |                       |                       |  |    |                  |             |             |
|  | 2                |                          |                          |   | Spurs de San Antonio      | 1                          |                            |                            |  |   |                           |                       |                       |  |    |                  |             |             |
|  | 7                | Warriors de Golden State | 3                        |   |                           |                            |                            |                            |  |   |                           |                       |                       |  |    |                  |             |             |

## Effectifs

### Bulls de Chicago
| Effectif des Bulls de Chicago 1990-1991 |
| --- |
| 2 Dennis Hopson • 5 John Paxson • 10 B. J. Armstrong • 14 Craig Hodges • 21 Stacey King • 23 Michael Jordan • 24 Bill Cartwright • 32 Will Perdue • 33 Scottie Pippen • 42 Scott Williams • 53 Cliff Levingston • 54 Horace Grant Entraîneur : Phil Jackson |

### Lakers de Los Angeles
| Effectif des Lakers de Los Angeles 1990-1991 |
| --- |
| 4 Byron Scott • 10 Larry Drew • 12 Vlade Divac • 14 Sam Perkins • 20 Terry Teagle • 30 Irving Thomas • 32 Magic Johnson • 34 Tony Smith • 41 Elden Campbell • 42 James Worthy • 43 Mychal Thompson • 45 A.C. Green Entraîneur : Mike Dunleavy Sr. |

## Résumé de la finale NBA
| Match  | Date             | Équipe à domicile     | Résultat          | Équipe extérieure     |
| ------ | ---------------- | --------------------- | ----------------- | --------------------- |
| Game 1 | Dimanche 2 juin  | Bulls de Chicago      | 91–93 (0–1)       | Lakers de Los Angeles |
| Game 2 | Mercredi 5 juin  | Bulls de Chicago      | 107–86 (1–1)      | Lakers de Los Angeles |
| Game 3 | Vendredi 7 juin  | Lakers de Los Angeles | 96–104 (OT) (1–2) | Bulls de Chicago      |
| Game 4 | Dimanche 9 juin  | Lakers de Los Angeles | 82–97 (1–3)       | Bulls de Chicago      |
| Game 5 | Mercredi 12 juin | Lakers de Los Angeles | 101-108 (1-4)     | Bulls de Chicago      |

## Statistiques individuelles

### Bulls de Chicago
| Joueur           | MJ | MC | MPG  | PPG  | FG%    | 3P%   | FT%   | RPG | APG  | SPG | BPG |
| ---------------- | -- | -- | ---- | ---- | ------ | ----- | ----- | --- | ---- | --- | --- |
| B. J. Armstrong  | 5  | 0  | 7.4  | 2.0  | 45,5%  | 0%    | 0%    | 0.6 | 0.8  | 0.4 | 0.0 |
| Bill Cartwright  | 5  | 5  | 32.0 | 8.8  | 43,5%  | 0%    | 66,7% | 5.0 | 2.4  | 0.6 | 0.6 |
| Horace Grant     | 5  | 5  | 39.6 | 14.6 | 62,7 % | 0%    | 75,0% | 7.8 | 1.6  | 1.6 | 0.6 |
| Craig Hodges     | 5  | 0  | 10.6 | 3.8  | 39,1%  | 16,7% | 0%    | 0.6 | 0.2  | 0.0 | 0.0 |
| Dennis Hopson    | 1  | 0  | 2.0  | 0.0  | 0%     | 0%    | 0%    | 0.0 | 0.0  | 0.0 | 0.0 |
| Michael Jordan   | 5  | 5  | 44.0 | 31.2 | 55,8%  | 50,0% | 84,4% | 6.6 | 11.4 | 2.8 | 1.4 |
| Stacey King      | 2  | 0  | 3.0  | 1.0  | 0%     | 0%    | 100%  | 0.5 | 0.0  | 0.0 | 0.0 |
| Cliff Levingston | 5  | 0  | 18.0 | 3.2  | 61,5%  | 0%    | 0%    | 2.8 | 0.6  | 1.0 | 1.0 |
| John Paxson      | 5  | 5  | 31.8 | 13.4 | 65,3%  | 25,0% | 100%  | 2.0 | 3.4  | 1.0 | 0.0 |
| Will Perdue      | 5  | 0  | 7.4  | 1.6  | 60,0%  | 0%    | 100%  | 2.4 | 0.2  | 0.0 | 0.2 |
| Scottie Pippen   | 5  | 5  | 43.6 | 20.8 | 45,3%  | 20,0% | 86,2% | 9.4 | 6.6  | 2.4 | 1.0 |
| Scott Williams   | 4  | 0  | 11.3 | 2.0  | 50,0%  | 0%    | 66,7% | 2.3 | 0.8  | 0.0 | 0.3 |

### Lakers de Los Angeles
| Joueur          | MJ | MC | MPG  | PPG  | FG%   | 3P%   | FT%   | RPG | APG  | SPG | BPG |
| --------------- | -- | -- | ---- | ---- | ----- | ----- | ----- | --- | ---- | --- | --- |
| Elden Campbell  | 3  | 0  | 11.0 | 7.7  | 62,5% | 0%    | 75,0% | 1.3 | 0.0  | 1.0 | 0.7 |
| Vlade Divac     | 5  | 5  | 41.6 | 18.2 | 56,5% | 0%    | 100%  | 8.8 | 2.0  | 1.8 | 2.4 |
| Larry Drew      | 4  | 0  | 5.0  | 1.8  | 37,5% | 0%    | 50,0% | 0.5 | 0.0  | 0.0 | 0.0 |
| A.C. Green      | 5  | 1  | 22.6 | 5.8  | 31,3% | 66,7% | 58,3% | 5.6 | 0.2  | 0.6 | 0.0 |
| Magic Johnson   | 5  | 5  | 45.6 | 18.6 | 43,1% | 28,6% | 95,1% | 8.0 | 12.4 | 1.2 | 0.0 |
| Sam Perkins     | 5  | 5  | 41.2 | 16.6 | 40,6% | 38,5% | 75,9% | 7.6 | 1.0  | 0.4 | 1.4 |
| Byron Scott     | 4  | 4  | 35.0 | 4.5  | 27,8% | 20,0% | 70,0% | 1.8 | 1.8  | 0.8 | 0.0 |
| Tony Smith      | 2  | 0  | 16.0 | 6.0  | 71,4% | 0%    | 66,7% | 0.5 | 1.0  | 0.5 | 0.0 |
| Terry Teagle    | 5  | 1  | 14.2 | 5.0  | 33,3% | 0%    | 78,6% | 0.4 | 0.2  | 0.6 | 0.2 |
| Mychal Thompson | 1  | 0  | 10.0 | 0.0  | 0%    | 0%    | 0%    | 0.0 | 0.0  | 0.0 | 0.0 |
| James Worthy    | 4  | 4  | 41.0 | 19.3 | 47,9% | 16,7% | 66,7% | 3.0 | 2.0  | 1.0 | 0.0 |